# 怒りの倫理学
『怒りの倫理学』(いかりのりんりがく、原題:분노의 윤리학、英題:An Ethics Lesson)は、2013年に公開した韓国のサスペンス映画である。
パク・ミョンランが監督し、イ・ジェフンら演技派俳優が出演している。美人女子大生の殺人事件をめぐり起こる4人の男と1人の女の思惑が交錯するサスペンス。

## あらすじ
美人女子大生・ジナが、アパートの自室で殺される。警察官・ジョンフンは、殺人事件の犯人を目撃しているが、盗聴・盗撮していたことから証言できないでいる。そんな中、ジナと不倫関係にあった大学教授・ステクが、容疑者として警察で聴取される。ジェフンと元恋人のヒョンスが互いに陥れようとしている中で、消費者金融業者・ミョンロクが2人を手玉にとる。そして、大学教授・ステクの妻ソンファが現れ、悪徳金融業者・ミョンロクをも手玉にとる冷徹な動きをする。

## キャスト
- イ・ジェフン - キム・ジョンフン(ジナに片思いしている隣人。ジナを盗聴・盗撮している警察官。)
- チョ・ジヌン - パク・ミョンロク(ジナに大金を貸している消費者金融業者。)
- キム・テフン - ハン・ヒョンス(ジナの元恋人。ストーカーになっており、ジナを殺してしまう。)
- クァク・ドウォン - キム・ステク(大学教授。ジナと不倫している。)
- ムン・ソリ - キム・ソンファ(キム・ステクの妻)
- コ・ソンヒ - 女子大生・ジナ(モデルをしている美人女子大生。)

## 製作

### スタッフ
- 監督・脚本:パク・ミョンラン
- 製作:チョン・ウォンチャン、キム・ヒョンソク
- 撮影:キム・ウヒョン
- 美術:チョ・ファソン
- 音楽:チョン・ジュンハン
- 編集:キム・ソンミン
- 製作会社:TPSカンパニー、SARAMエンターテイメント（英語版）
- 配給:ロッテエンターテイメント（英語版）

### エピソード
本作は、確定している出演俳優の既存のイメージとは違う配役とするために、一般的なキャスティング方法と異なり、シナリオを読んだ上で自身で演技したい役を決めてもらう方式を採用している。

## 封切り
韓国では、2013年2月21日に劇場公開された。日本では、2014年『怒りの倫理学』として公開され、2015年『悪魔の倫理学』としてアルバトロスからDVDが発売された。